# 神居トンネル
神居トンネル（かむいトンネル）は、北海道の深川市と旭川市を結ぶ北海道旅客鉄道（JR北海道）函館本線の鉄道トンネルである。

## 概要
1969年（昭和44年）10月1日に完成した函館本線滝川駅 - 旭川駅間の複線化・交流電化に伴い移転した新線を構成する。断面形状は馬蹄形、複線交流型の山岳トンネルであり、延長は4523mである。
当地は北海道中央部をほぼ南北に走る神居古潭変性帯（神居古潭構造体）の西端にあり、黒色片岩、緑色片岩などの比較的硬質堅固な変成岩に、蛇紋岩、緑色岩類の火成岩が所々に陥入する複雑な地質である。本トンネルは風化作用を受けやすく、もろくて崩れやすい蛇紋岩や破砕帯などの悪地質が、トンネル全長の3分の2を占めている。

## 建設の経緯
電化以前の当地は、神居古潭と呼ばれる石狩川右岸の渓谷に沿って線路が敷設され、氾濫、落石、崩土などの災害に見舞われており、急曲線のために40km/hの速度制限もあった。このため、神居古潭駅の手前から近文駅にかけては旧線と神居古潭駅を放棄し、石狩川右岸の山側を、納内方から順に神居、第1伊納、第2伊納の3トンネルで通過し、旧駅に隣接して移転する伊納駅（2021年廃止）をはさんで第3伊納、嵐山、の2つのトンネルで近文駅へ至る直線・トンネル主体の新線に移行することとなった。
前述のように当地は悪地質であるため、通過にあたっては7案近くのルートの検討、決定後も施工に先立ち弾性波探査、ボーリング調査などを実施している。

## 施工
当初予定の延長4,540 m のうち、函館方1,700 ｍ を第1工区、旭川方1,800 m を第3工区、残り1,040 mを第2工区として契約することとなり、第1工区は大成建設（当初工期32か月）、第3工区は熊谷組（当初工期30か月）が契約し、それぞれ1965年（昭和40年）8月・9月に工事着手した。残る第2工区は当初横坑から施工することとして別途発注を予定していたが、国鉄の資金事情等により完成年次を繰り下げた上で、半分ずつ第1・第3工区に割り振られた。
通常の区間は、中央底設導坑先進上部半断面掘削逆巻工法を採用し、土圧も大きく、地耐力も期待できない、蛇紋岩・破砕帯地帯は側壁導坑先進順巻工法（サイロット工法）で施工することとなった。
施工中は、激しい造山運動によって生じた蛇紋岩の細密なクラックが、掘削後に時間の経過とともに急速に拡大して崩壊することにより、発生する地山の緩みで膨張が発生して想定以上の土圧を受け、支保工変形が発生して全長の3分の1で20 - 40パーセントの断面積の縮小に悩まされた。掘削は1m / 日という日もあり、コンクリート打設後もアーチコンクリートへの亀裂発生、側壁コンクリートの約30 cm もの押し出しが発生した。
このように工事は難航し、1968年（昭和43年）4月には納内側の160mを残して暗礁に乗り上げ、10月に予定していた電化開業が先延ばしになった（8月28日に小樽 - 滝川間が先行して電化開業）。12月からサイロット工法に変更し、1969年（昭和44年）3月に2つの側壁導坑、5月3日に上部導坑が貫通し、同月19日にトンネル全体のコンクリート固めを終え、6月末まで蛇紋岩の土圧で凸凹になっていた内部を手直しし、6月30日に完工した。8月6日にレール締結式が行われた。試運転は同月16日から神居トンネルを含む納内 - 近文間の新線区間でディーゼル機関車による軌道走行テスト、同月28日から滝川 - 旭川間で電気機関車による電化走行テストを開始し、10月1日に滝川 - 旭川間が電化開業した。
工事費は滝川 - 旭川間の複線電化工事で137億円、神居トンネルだけでも計画の2倍以上の41.6億円を投入した。